# Клинтон (округ, Миссури)
Округ Клинтон (англ. Clinton County) — округ штата Миссури, США. Население округа на 2009 год составляло 21 002 человека. Административный центр округа — город Платсберг.

## История
Округ Клинтон основан в 1833 году.

## География
Округ занимает площадь 1085.2 км2.

## Демография
Согласно оценке Бюро переписи населения США, в округе Клинтон в 2009 году проживало 21 002 человека. Плотность населения составляла 19.4 человек на квадратный километр.